# Herb gminy Gorlice
Herb gminy Gorlice – jeden z symboli gminy Gorlice, autorstwa Wojciecha Drelicharza, Zenona Piecha oraz Barbary Widłak, ustanowiony 6 marca 2010.

## Wygląd i symbolika
Herb przedstawia na tarczy koloru błękitnego pół srebrnego wspiętego lwa ze złotymi pazurami i zionącego złotym ogniem, trzymającego w szponach srebrny miecz ze złotą rękojeścią. Jest to nawiązanie do herbu Gorlic.